# Jong Chol-min
Jong Chol-min (ur. 29 października 1988) – północnokoreański piłkarz występujący na pozycji napastnika w klubie Rimyongsu.

## Kariera
Jong Chol-min jest wychowankiem Rimyongsu Sports Group, w którym nadal występuje. W 2007 roku zadebiutował w reprezentacji Korei Północnej. Został powołany do kadry na eliminacje do Mistrzostw świata 2010. Wcześniej gracz młodzieżowych reprezentacji, z którymi wystąpił na Mistrzostwach Świata U-20 2007 i Mistrzostwach Świata U-17 2005.